# Ermita del Roser (Pardines)
L'Ermita del Roser és una obra de Pardines (Ripollès) protegida com a Bé Cultural d'Interès Local.

## Descripció
Es tracta d'un immoble de planta rectangular amb teulada a doble vessant amb el carener perpendicular a la façana. L'aparell constructiu es a base de pedra sense treballar i amb pedra de més grans dimensions als angles. Presenta una porta d'arc de mig punt de pedra amb una finestra a cada costat emmarcada amb pedra.

## Història
Segons la llegenda l'ermita del Roser va ser construïda, pel Mauner, un home molt ric, però desaprensiu, del qual s'explica que tenia ovelles a la muntanya i baixava cap el poble al capvespre. Un dia, es va trobar un esperit; sentint-se amenaçat i en perill, i per tal de protegir-se'n, va invocar la Verge del Roser i li va prometre que, si la força invisible que ara retenia el deixava anar, faria construir una capella dedicada a la Verge. Passats els anys, i ja mort sense complir la promesa, un amenaçador llop de capella promesa pel seu pare a la Verge. L'ermita s'ha restaurat l'any 2008 i la marededeu i la marededeu del Roser torna a estar exposada a l'ermita després d'haver estat més de 30 anys a l'església parroquial de Sant Esteve.